# Tadsjikistan ved OL
Tadsjikistan deltog første gang i olympiske lege som selvstændig nation under Sommer-OL 1996 i Atlanta, og har siden deltaget i samtlige sommerlege. De deltog første gang i vinterlege under Vinter-OL 2002 i Salt Lake City. Udøvere fra Tadsjikistan har tidligere deltaget som en del af Sovjetunionen (1952–1988) og SNG (1992).

## Medaljeoversigt
| Tadsjikistans medaljer under de olympiske sommerlege | Tadsjikistans medaljer under de olympiske sommerlege | Tadsjikistans medaljer under de olympiske sommerlege | Tadsjikistans medaljer under de olympiske sommerlege | Tadsjikistans medaljer under de olympiske sommerlege | Tadsjikistans medaljer under de olympiske sommerlege |                     | Tadsjikistans medaljer under de olympiske vinterlege | Tadsjikistans medaljer under de olympiske vinterlege | Tadsjikistans medaljer under de olympiske vinterlege | Tadsjikistans medaljer under de olympiske vinterlege | Tadsjikistans medaljer under de olympiske vinterlege | Tadsjikistans medaljer under de olympiske vinterlege |
| Lege                                                 | Guld                                                 | Sølv                                                 | Bronze                                               | Totalt                                               | Rang                                                 | Lege                | Guld                                                 | Sølv                                                 | Bronze                                               | Totalt                                               | Rang                                                 |                                                      |
| 1952–1988                                            | som en del af Sovjetunionen                          | som en del af Sovjetunionen                          | som en del af Sovjetunionen                          | som en del af Sovjetunionen                          | som en del af Sovjetunionen                          | 1956–1988           | som en del af Sovjetunionen                          | som en del af Sovjetunionen                          | som en del af Sovjetunionen                          | som en del af Sovjetunionen                          | som en del af Sovjetunionen                          |                                                      |
| 1992 Barcelona                                       | som en del af SNG                                    | som en del af SNG                                    | som en del af SNG                                    | som en del af SNG                                    | som en del af SNG                                    | 1992 Albertville    | som en del af SNG                                    | som en del af SNG                                    | som en del af SNG                                    | som en del af SNG                                    | som en del af SNG                                    |                                                      |
| 1996 Atlanta                                         | 0                                                    | 0                                                    | 0                                                    | 0                                                    | –                                                    | 1994 Lillehammer    | Deltog ikke                                          | Deltog ikke                                          | Deltog ikke                                          | Deltog ikke                                          | Deltog ikke                                          |                                                      |
| 2000 Sydney                                          | 0                                                    | 0                                                    | 0                                                    | 0                                                    | –                                                    | 1998 Nagano         | Deltog ikke                                          | Deltog ikke                                          | Deltog ikke                                          | Deltog ikke                                          | Deltog ikke                                          |                                                      |
| 2004 Athen                                           | 0                                                    | 0                                                    | 0                                                    | 0                                                    | –                                                    | 2002 Salt Lake City | 0                                                    | 0                                                    | 0                                                    | 0                                                    | –                                                    |                                                      |
| 2008 Beijing                                         | 0                                                    | 1                                                    | 1                                                    | 2                                                    | 64                                                   | 2006 Torino         | 0                                                    | 0                                                    | 0                                                    | 0                                                    | –                                                    |                                                      |
| 2012 London                                          | 0                                                    | 0                                                    | 1                                                    | 1                                                    | 79                                                   | 2010 Vancouver      | 0                                                    | 0                                                    | 0                                                    | 0                                                    | –                                                    |                                                      |
| 2016 Rio de Janeiro                                  | 1                                                    | 0                                                    | 0                                                    | 1                                                    | 54                                                   | 2014 Sotji          | 0                                                    | 0                                                    | 0                                                    | 0                                                    | –                                                    |                                                      |
| 2020 Tokyo                                           |                                                      |                                                      |                                                      |                                                      |                                                      | 2018 Pyeongchang    | Deltog ikke                                          | Deltog ikke                                          | Deltog ikke                                          | Deltog ikke                                          | Deltog ikke                                          |                                                      |
| Totalt                                               | 1                                                    | 1                                                    | 2                                                    | 4                                                    |                                                      | Totalt              | 0                                                    | 0                                                    | 0                                                    | 0                                                    |                                                      |                                                      |